# Montallese
Montallese è una frazione del comune italiano di Chiusi, nella provincia di Siena, in Toscana.

## Origini del nome
Il toponimo Montallese compare per la prima volta in un documento del 1º ottobre 1244, con il quale i conti Manenti di Sarteano assunsero obblighi nei confronti di Montepulciano "et includit silvam Montallesem versus Clanceanum".
Nell'archivio della Curia Vescovile di Chiusi, vi sono Bollari cinquecenteschi in cui è indicata la chiesa di Santa Maria di Montallese nell'agro chiusino.

## Storia
Una teoria sulle origini di Montallese è quella secondo la quale, durante l'assedio dell'esercito romano alla città di Porsenna, le truppe romane che arrivavano via fiume si insediarono in una penisola che si protendeva sul grande bacino del Clanis; la collinetta ove sorge Montallese era un approdo fluviale e un punto molto strategico.
In seguito l'accampamento dei soldati romani si trasformò in villaggio, con annesso tempio dedicato al dio Alessio (da qui il nome derivato da “Monte di Alessio”).
Le prime notizie certe su Montallese si hanno relativamente all'anno 1055, quando Orvieto con la costruzione della diga sul Clanis, detta Muro Grosso, allagò tutta la valle da Fabro ad Arezzo, sommergendo molti villaggi e l'antica via Cassia, e di Montallese non rimase che la chiesa di Santa Maria del Piano, che si trovava sopra la collinetta chiamata Mons Alexis (Monte di Alessio), e qualche capanna lambita dalle acque paludose e malsane.
Solo intorno all'anno 1484 ebbero inizio le opere di bonifica del territorio, che proseguirono nel 1487 con l'arrivo di Giovanni d'Antonio di Brisichello ed altri lombardi. Infine nell'anno 1492 vennero concessi terreni del Comune ai 57 Lombardi che ancora si trovavano a Chiusi per la bonifica della palude, affinché potessero coltivarli e costruirvi le loro case.
I terreni erano nella zona da loro bonificata, detta Silva Montollese (Bosco di Poggio Montollo) e comprendevano la Chiesa di Santa Maria del Piano.
I Lombardi portarono a Chiusi la venerazione per sant'Orsola e il borgo che fondarono è quello che oggi si chiama Borgo Vecchio con l'antico lavatoio.

## Monumenti e luoghi d'interesse
- Chiesa Santa Maria Bambina: edificata nel dopoguerra a seguito della distruzione, da parte delle truppe tedesche, di quella più antica costruita sulle rovine del tempio romano dedicato al dio Alessio, che si trovava sull'altro lato della strada.
- Campo polisportivo: nel quale si trova la pista ciclistica e un campo da calcio a 11. All'interno di esso avvengono competizioni sportive come la Coppa Bologna. Questo è anche il luogo dove si svolgono le sagre popolari.

## Cultura

### Eventi
- Palio dei Rioni: consiste in una serie di giochi popolari effettuati da vari componenti dei tre rioni Borgo, Poggio e Stazione e si svolgono ad inizio agosto. Dopo varie sfide tra le varie categorie di età di ogni rione, vince il rione che al termine dei giochi totalizza più punti.
- Feriae vendemmiali (festa dell'uva e del vino): organizzate dalle associazioni "Volto Amico - Arcisolidarietà Montallese" e "ASD Montallese", si svolgono il penultimo fine settimana di settembre all'interno del velodromo Andy Franci. Fra le specialità gastronomiche locali, vi sono i pici, l'ocio e la nana.

## Infrastrutture e trasporti

### Strade
Montallese è attraversata dalla Strada statale 326 di Rapolano, che collega la Colonna del Grillo (comune di Castelnuovo Berardenga) con Chiusi, che in questa frazione ricalca il tracciato della vecchia via Cassia (Cassia Adrianea).

### Ferrovie
- Ferrovia Centrale Toscana
  - Stazione di Montallese

### Piste ciclo-pedonali
Il territorio di Montallese è attraversato dal Sentiero della Bonifica, una pista ciclo-pedonale costruita sull'antica strada utilizzata per la manutenzione del Canale maestro della Chiana. Il sentiero unisce Arezzo con Chiusi, in un percorso di circa 62 km. È attrezzato e protetto, adatto a chi viaggia lentamente in bici o a piedi. Inoltre, essendo privo di dislivelli, è particolarmente indicato ad un turismo sportivo e familiare.

## Sport
La Coppa Bologna è una corsa in linea maschile di ciclismo su strada, che si disputa nel mese di luglio. È riservata alla categoria élite under-23. La prima edizione della Coppa Bologna risale al 1929 e fu organizzata con il contributo finanziario del Dott. Francesco Bologna, da cui la denominazione.

## Galleria d'immagini

Chiesa Santa Maria Bambina
Chiesa Santa Maria del Piano, distrutta da parte delle truppe tedesche
La vecchia fornace. Era situata dove ora c'è l'azienda CEIPO
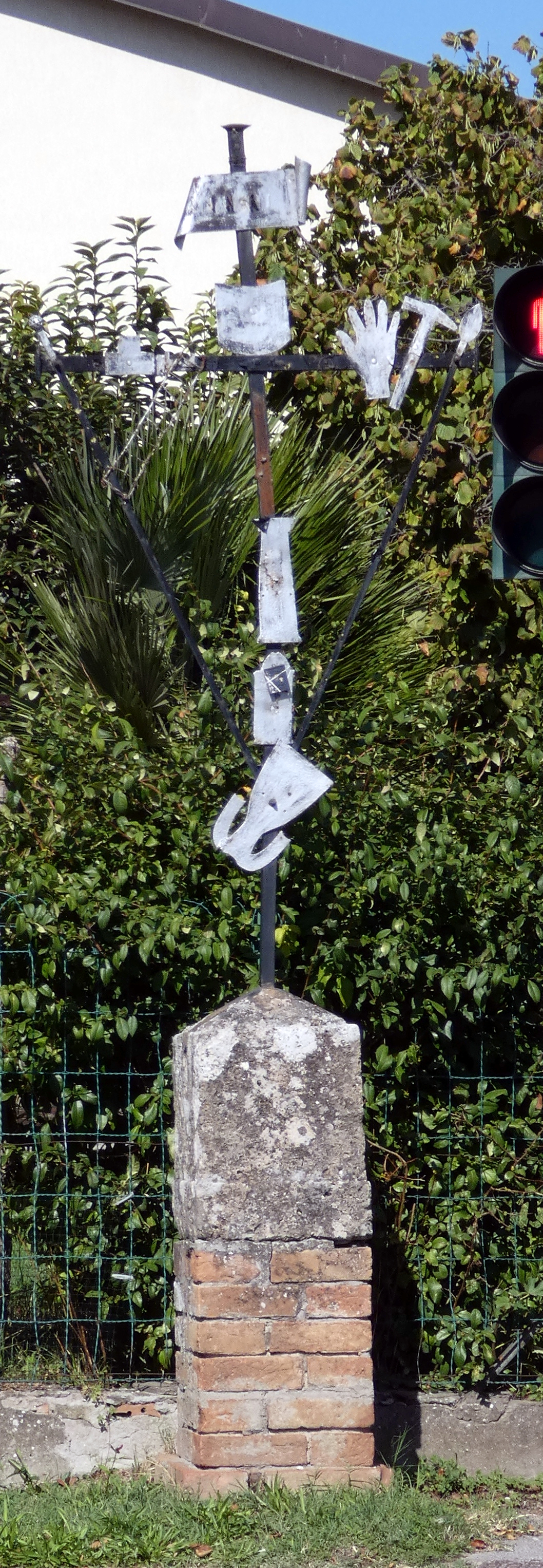
Una croce di F.E.B.O. (Fece Edificare Baldassarre (O)diberti), con la Au francesizzate
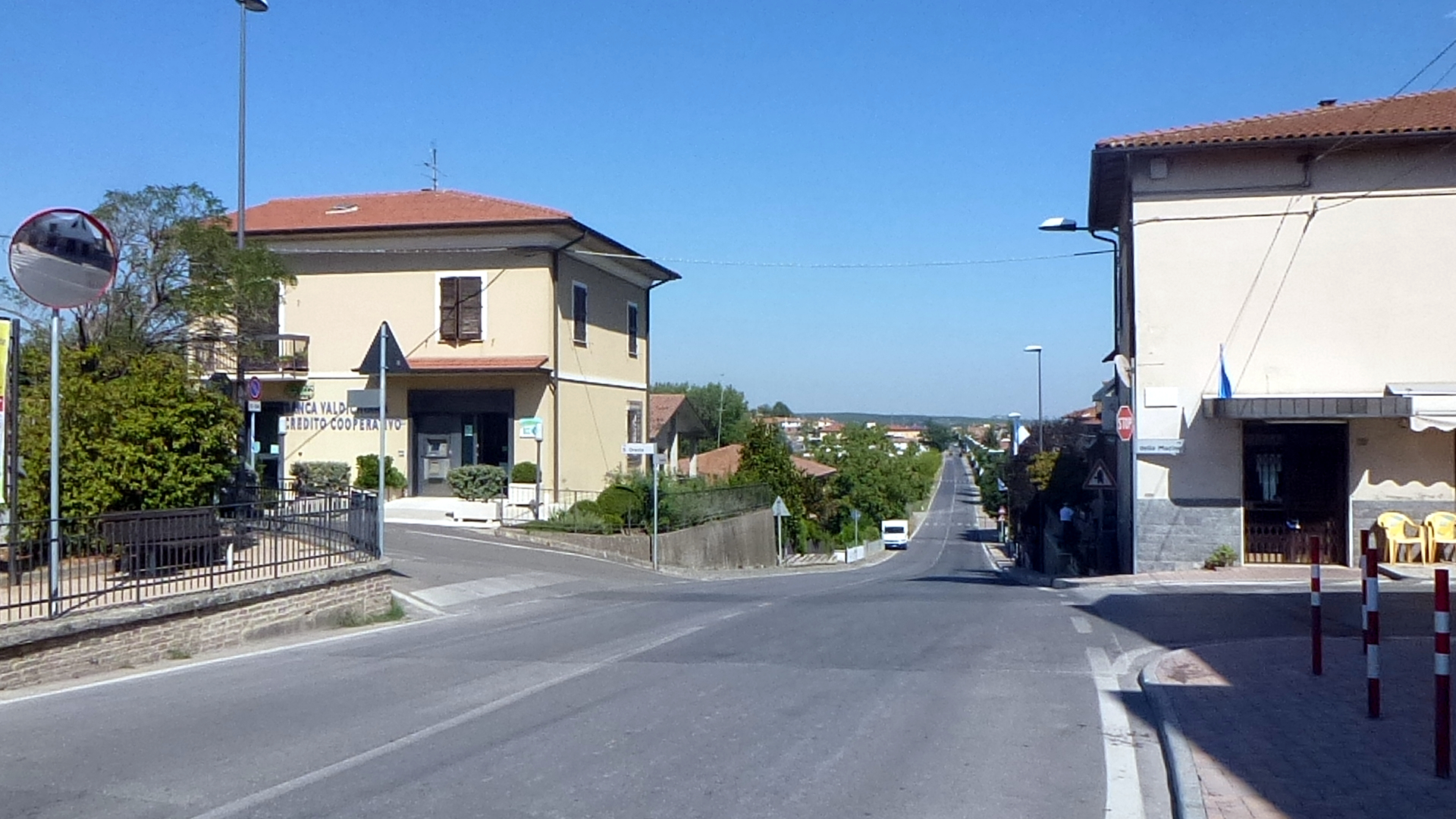
Via Fiorentina (lato nord)
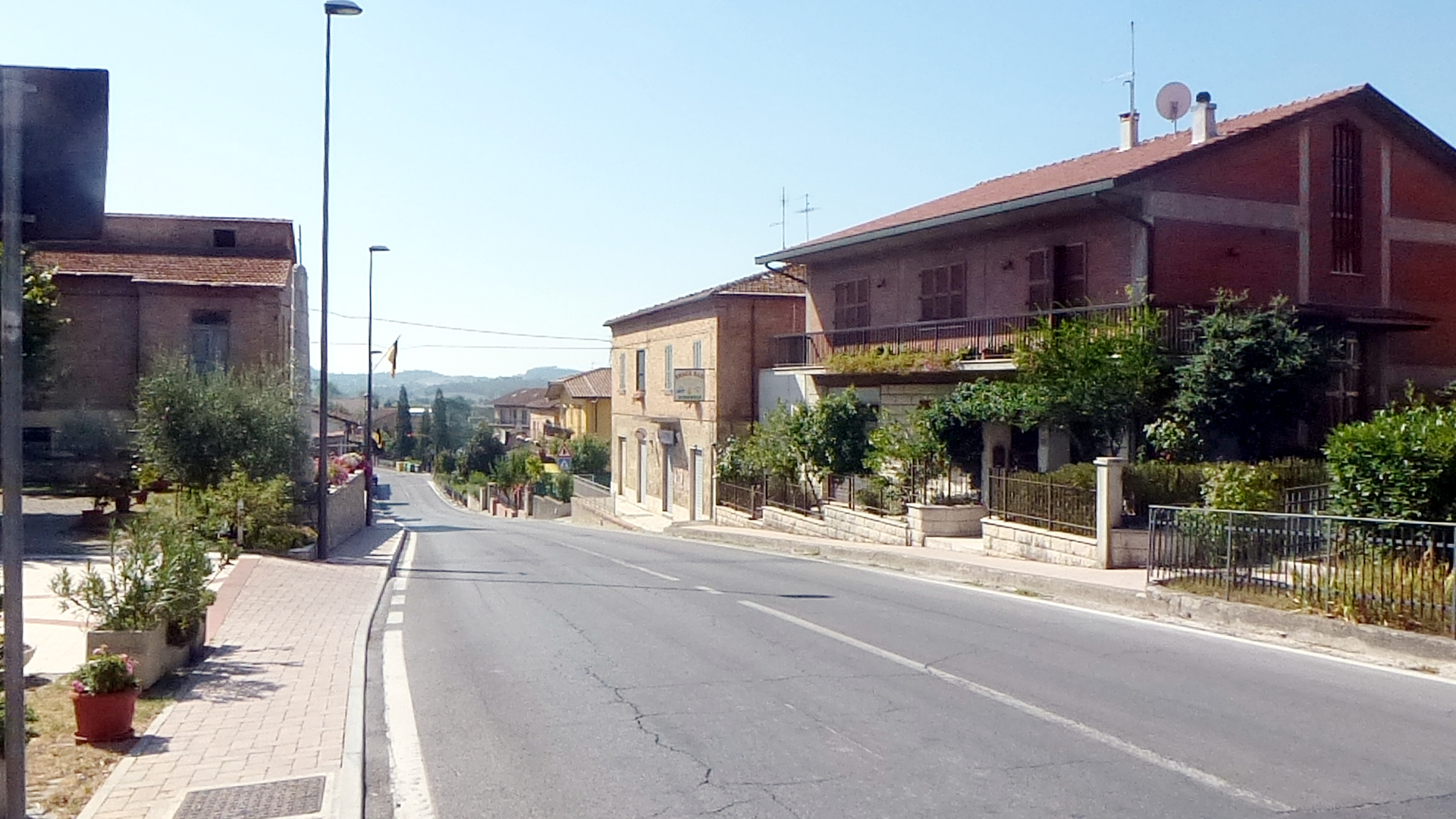
Via Fiorentina (lato sud)
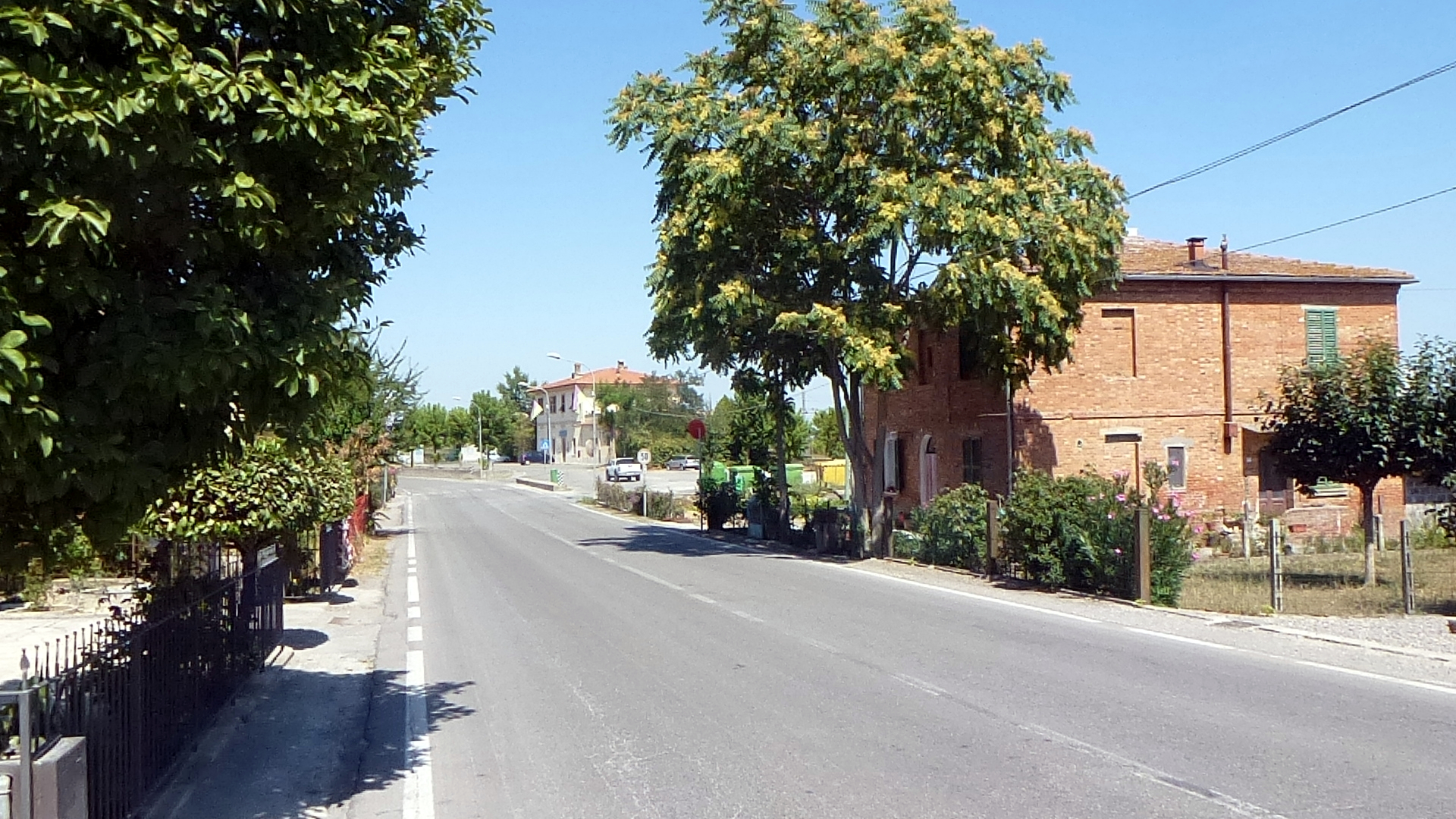
Via Salcini e la stazione ferroviaria
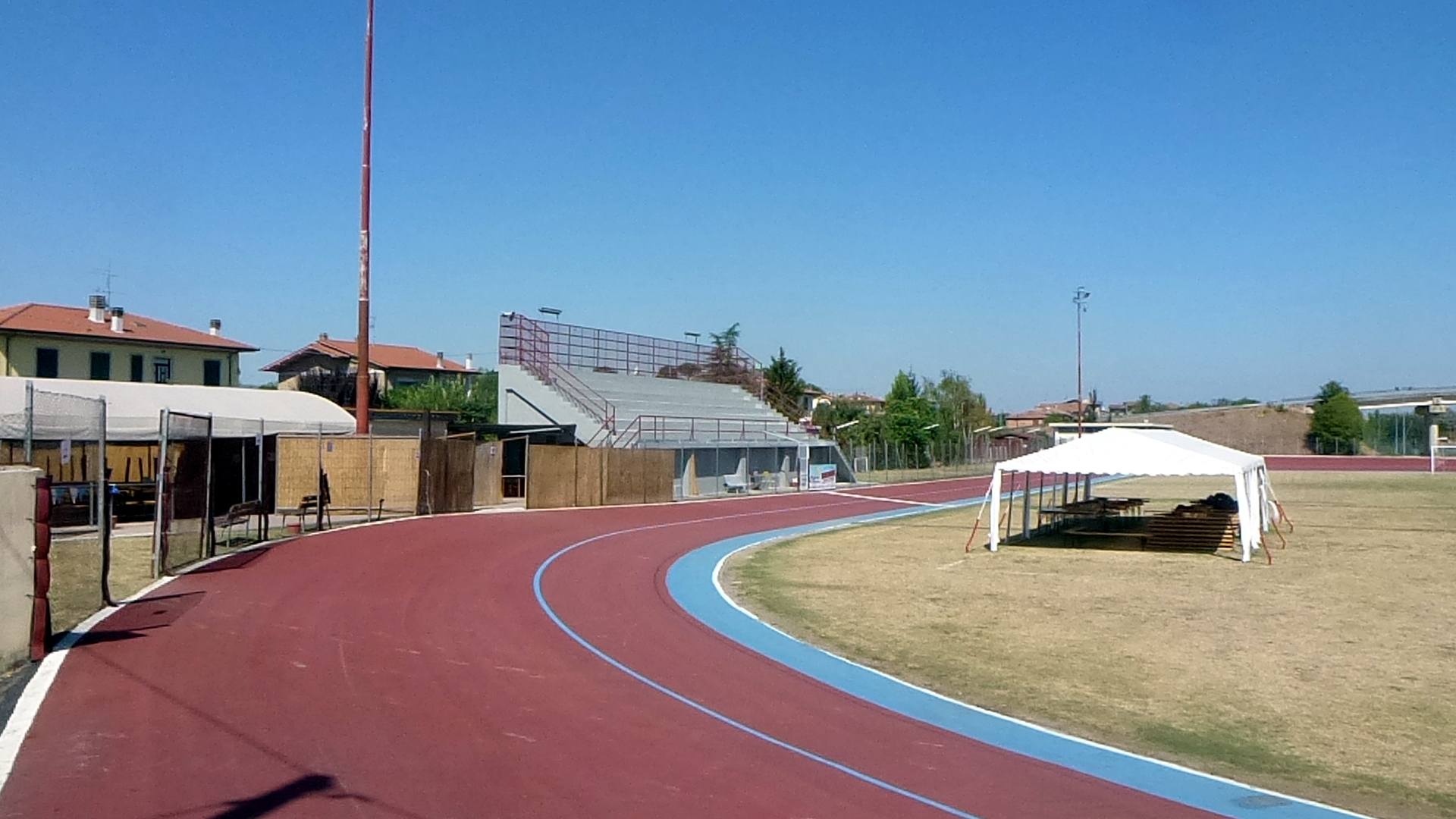
La pista ciclistica
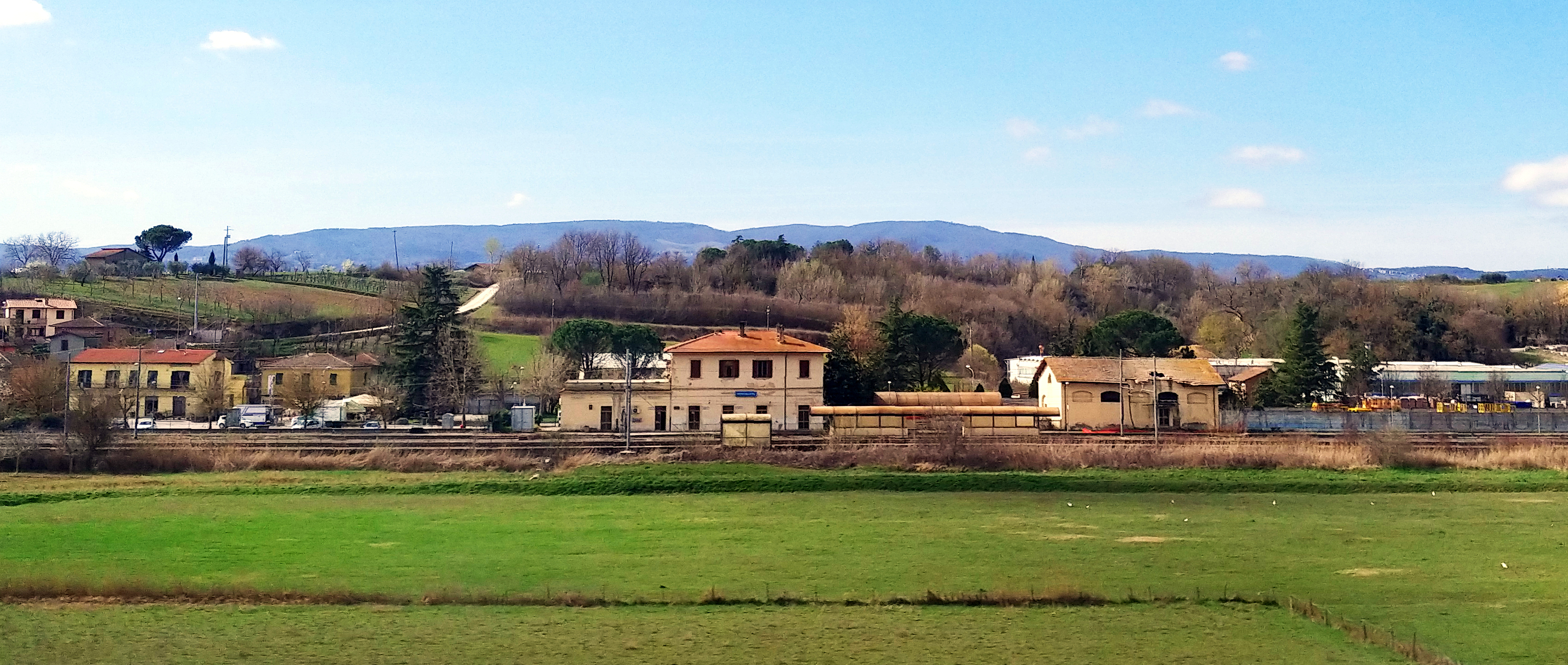
Stazione ferroviaria - Veduta da nord-est